# Creacionisme

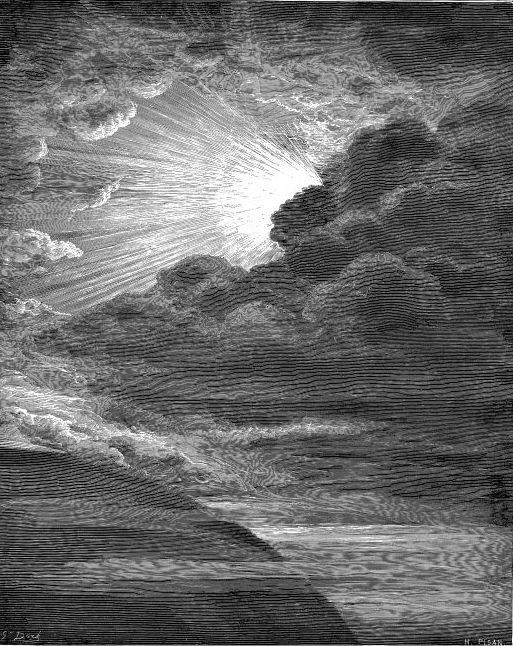
La creació de la vida de G. Doré

El creacionisme és una creença religiosa segons la qual l'univers i totes les coses han estat originats per un acte creador. Segons aquesta doctrina Déu hauria creat directament tots els éssers en l'estat en què es troben actualment de manera que no serien el resultat d'una evolució.
El creacionisme fou acceptat fins al segle xix. El naturalista francès Jean-Baptiste Lamarck va ser el primer que, en el segle xix, va intentar explicar que les espècies canvien al llarg del temps i, encara que la seva teoria, avui coneguda com a lamarckisme, va fallar en determinats aspectes se'l considera un dels pares de la biologia moderna i de les teories evolutives. En alguns països, avui en dia, encara hi ha una batalla política on moviments de dretes i ultradretes intenten incorporar el creacionisme o disseny intel·ligent a l'educació.

## Creacionisme o disseny intel·ligent
Tot i que sovint s'identifiquen, els defensors del disseny intel·ligent es distancien del creacionisme argumentant que no es basen en la religió sinó en l'observació de la naturalesa. William Paley va resumir aquesta teoria amb una simple al·legoria coneguda com l'analogia del rellotger: si trobem un rellotge enmig del camp, deduirem l'existència d'un rellotger; si observem una papallona, l'ull d'una àliga o el cervell humà haurem de deduir l'existència de Déu.
El disseny intel·ligent és una reformulació del creacionisme pensada per dotar les idees creacionistes d'una aurèola científica i promoure'n així la difusió a les escoles i universitats. L'argument utilitzat principalment pels partidaris del moviment del disseny intel·ligent és que els seus investigadors han desenvolupat tècniques i mètodes per poder detectar un origen intel·ligent darrere les estructures de l'univers. Normalment els adeptes d'aquesta teoria citen presumptes casos de complexitat irreductible o d'improbabilitat. Darrerament alguns sectors segueixen una versió modificada de la teoria en què tot no ha estat dissenyat sinó que només alguns aspectes de la realitat són producte d'una intel·ligència superior. L'intent del disseny intel·ligent de fer-se passar per ciència i així accedir a l'educació pública ha estat sentenciat d'inconstitucional als EUA per violar la separació entre estat i església.

## Teistes i deistes
Entre els files creacionistes hi ha dos tipus d'adeptes:
- els Teistes, que creuen en els llibres sagrats revelats i en la intervenció de Déu en les qüestions humanes mitjançant profetes i missatgers.
- els Deistes, que rebutgen la religió organitzada i argumenten que Déu és el creador del món però que no intervé de cap manera en els quefers del món.[5]

## Les creences creacionistes
A més de la diferència entre teistes i deistes es poden seguir altres criteris d'ordenació de les diverses creences relacionades amb el creacionisme, les quals responen a dos esquemes bàsics, els quals es ramifiquen, un cop i altre, atenent a una gran diversitat de criteris.

### El creacionisme de la Terra Jove
El creacionisme de la Terra jove defensa la interpretació literal de la Bíblia i considera que la Terra no té, segons el Calendari d'Ussher-Lightfoot més de 6.000 anys d'existència. Entre els adeptes del creacionisme de la Terra jove hi ha tres grups: els que defensen que Déu va dirigir l'evolució durant un període curt, els que rebutgen totalment l'evolució dels éssers vius i els que neguen l'evolució humana, però accepten l'evolució de la resta dels éssers vius. També es divideixen entre les diferents interpretacions de la Bíblia i l'edat que se'n dedueix.

### El creacionisme de la Terra vella
El creacionisme de la Terra vella admet l'edat real de la Terra. Aquest segon esquema se subdivideix en dos grups: el d'aquells que creuen que Déu va crear l'univers una sola vegada i després el va abandonar i el d'aquells que creuen en una creació progressiva de l'univers. Entre aquests últims hi ha els qui defensen que Déu va crear les primeres espècies i després va dirigir la seva evolució i els que creuen que, un cop Déu va crear les primeres espècies, aquestes varen evolucionar per elles mateixes.

## Ciència i religió
La ciència, com a tal, no pot donar suport als mites i dogmes basats en el no-res que sovint es defensen des del creacionisme. Hi ha científics de renom que han manifestat públicament tenir creences religioses.
Pierre Teilhard de Chardin (1881-1955), paleontòleg i filòsof francès i membre de l'ordre dels jesuïtes, va aportar una personal i original visió de l'evolució, la qual ha estat considerada un intent de conciliació entre el creacionisme cristià i la teoria de l'evolució tal com s'entén en l'actualitat.

## Creacionisme i Internet
A la xarxa es poden trobar molts recursos redactats per creacionistes que donen arguments a favor d'aquesta postura. De la mateixa manera és possible trobar blocs i llocs web de divulgació científica (principalment) que critiquen els arguments dels anteriors. Alhora, fruit de la proliferació de les xarxes socials, és fàcil trobar grups de debat o monotemàtics que tracten aquesta mateixa temàtica.